# میکی فرنچ
میکی فرنچ (انگلیسی: Micky French؛ زادهٔ ۷ مهٔ ۱۹۵۵) بازیکن فوتبال اهل بریتانیا است.
از باشگاه‌هایی که در آن بازی کرده‌است می‌توان به باشگاه فوتبال دونکستر راورز، باشگاه فوتبال کویینز پارک رنجرز، باشگاه فوتبال سوئیندون تاون، باشگاه فوتبال روچدیل، باشگاه فوتبال برنتفورد، و باشگاه فوتبال لوس اشاره کرد.
وی همچنین در تیم ملی فوتبال England Youth بازی کرده‌است.